# Aluat

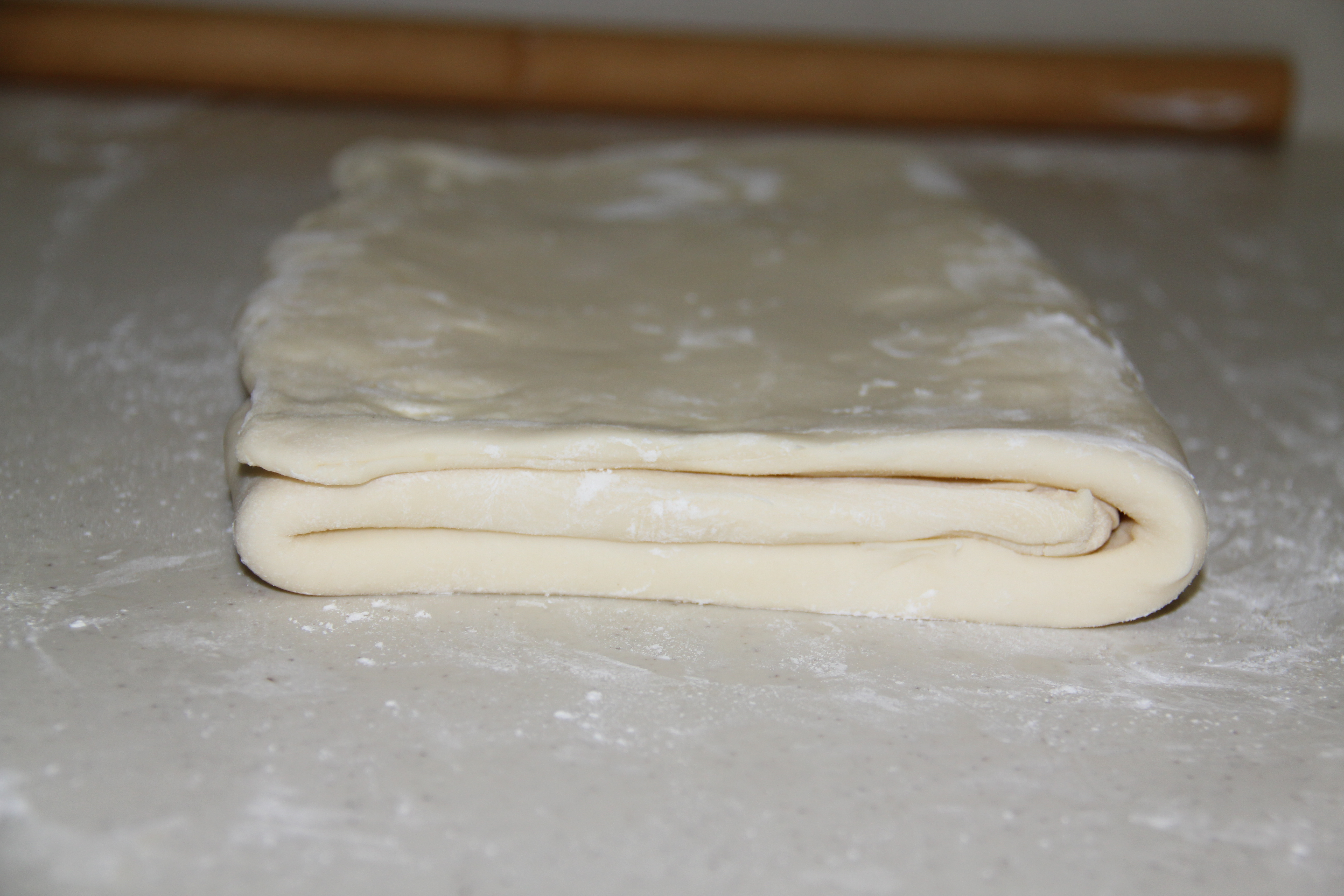
Aluat de patiserie

Aluatul este o cocă sau pastă din care se prepară produse de panificație sau patiserie. Aluatul poate fi atât solid, cât și lichid. Structura aluatului cât și a produsului final depinde de factori precum cantitatea de lichid, grăsime și gluten și de felul în care acesta este amestecat și frământat.